# Biblioteca Nacional e Universitária da Bósnia e Herzegovina
A Biblioteca Nacional e Universitária da Bósnia e Herzegovina (em bósnio e croata: Nacionalna i univerzitetska biblioteka Bosne i Hercegovine; em sérvio: Националне и универзитетске библиотеке Босне и Херцеговине) é a biblioteca nacional e a principal biblioteca da Bósnia e Herzegovina, localizada em Sarajevo.